# محمد أبو الغار
محمد أبو الغار (1940 بشبين الكوم) أستاذ طب النساء والتوليد بجامعة القاهرة، وناشط سياسي يرأس الحزب المصري الديمقراطي الاجتماعي.

## النشأة
درس بكلية الطب جامعة القاهرة، وحاز شهادة الدكتوراة سنة 1969. برز في عمله كطبيب، رائداً بكونه أول من أدخل التخصيب في الأنبوب إلى مصر.
أسس مع أساتذة آخرين حركة 9 مارس لاستقلال الجامعات المناهضة قبضة الأمن على الجامعات المصرية، ويدعو الآن إلى إرساء الديمقراطية في تلك الجامعات.
كان متحدث باسم الجمعية الوطنية للتغيير ومقرب إلى محمد البرادعي. وأبو الغار أحد أعضاء مجلس أمناء مؤسسة ساويرس للتنمية الاجتماعية.

## الجوائز
جائزة النيل في العلوم والعلوم التكنولوجية المتقدمة
فوز الدكتور محمد أبو الغار بجائزة النيل في العلوم والعلوم التكنولوجية المتقدمة (almasryalyoum.com)

## الحياة السياسية:
أسس الحزب المصري الديمقراطي الاجتماعي بعد ثورة 25 يناير مع الدكتور محمد غنيم والمخرج السينمائي داوود عبد السيد والاقتصادي حازم الببلاوي والدبلوماسية ميرفت التلاوي، بالإضافة للاقتصادي زياد بهاء الدين والفقيه الدستوري محمد نور فرحات ورجل الأعمال مكرم مهنى والناشر فريد زهران والطبيب والناشط إيهاب الخراط والصحفي هاني شكر الله. وعدد من ائتلاف شباب الثورة منهم سالي توما، باسم كامل (سياسي) وزياد العليمي و محمد عرفات.
اختير ضمن مائة شخصية في الجمعية التأسيسية للدستور في 2012 و استقال و انسحب مع حزبه اعتراضاً على طريقة كتابة الدستور